# Leptorchestes algerinus
Leptorchestes algerinus là một loài nhện trong họ Salticidae.
Loài này thuộc chi Leptorchestes. Leptorchestes algerinus được Wanda Wesołowska & Szeremeta miêu tả năm 2001.